# ألبرت إل. ريفيس
ألبرت إل. ريفيس (بالإنجليزية: Albert L. Reeves)‏ هو قاضي ومحامي وسياسي أمريكي، ولد في 21 ديسمبر 1873 في الولايات المتحدة، وتوفي في 24 مارس 1971. حزبياً، نشط في الحزب الجمهوري. وقد انتخب عضو مجلس نواب ولاية ميسوري.